# Pontus Jansson
Pontus Jansson (* 13. Februar 1991 in Arlöv) ist ein schwedischer Fußballspieler. Der Abwehrspieler, der mit Malmö FF zweimal Meister in seinem Heimatland wurde, spielte in seiner bisherigen Laufbahn in Schweden, Italien und England. Nachdem der vor allem als Innenverteidiger eingesetzte Defensivspieler für mehrere Juniorenauswahlen des Svenska Fotbollförbundet aufgelaufen war, debütierte er 2012 in der schwedischen Nationalmannschaft. Mit der Auswahl nahm er an der Europameisterschaftsendrunde 2016 sowie dem Weltmeisterschaftsturnier 2018 teil, konnte sich aber dabei und zwischen den Endrunden nicht dauerhaft als Stammspieler in der schwedischen Auswahlmannschaft etablieren.

## Werdegang

### Karrierestart in Schweden mit Meistertiteln
Jansson begann mit dem Fußballspielen in seinem Heimatort bei Arlövs BI. 2007 wechselte er in den Nachwuchsbereich des Profiklubs Malmö FF. Dort durchlief er die einzelnen Jugendmannschaften und spielte sich in die Nachwuchsnationalmannschaften des Svenska Fotbollförbundet. Im Frühjahr 2009 verlieh ihn der Verein kurzzeitig an den unterklassig antretenden Lokalrivalen IFK Malmö. Anschließend rückte er bei seinem Stammverein in den Profikader auf, im August des Jahres unterschrieb er schließlich einen bis 2014 gültigen Profivertrag. Im Herbst bestritt er als Einwechselspieler in der Erstliga-Spielzeit 2009 seine ersten beiden Profispiele. 
In der Saison 2010 stand Jansson in 18 der 30 Saisonspiele an der Seite von Ulrich Vinzents, Agon Mehmeti, Daniel Larsson und Guillermo Molins auf dem Spielfeld, die von Roland Nilsson betreute Mannschaft holte sich am Saisonende den Meistertitel. In der anschließenden Allsvenskan-Spielzeit konnte Jansson sich nicht dauerhaft seinen Stammplatz erkämpfen, war aber in der schwedischen U-21-Mannschaft Stammspieler. Damit hatte er sich zum Saisonende in die A-Nationalmannschaft gespielt und wurde Mitte Dezember von Nationaltrainer Erik Hamrén neben etlichen weiteren Neulingen und seinen Malmöer Mannschaftskameraden Jiloan Hamad, Ivo Pękalski, Johan Dahlin, Mathias Ranégie und Jimmy Durmaz für eine Januartour nach Katar berufen. Beim 2:0-Erfolg über Bahrain durch Tore von Tobias Hysén und Oscar Hiljemark debütierte er am 18. Januar 2012 im Jersey der A-Nationalelf. Mit guten Leistungen im Verlaufe des Jahres – als Stammspieler stand er in allen 30 Saisonspielen für seinen Klub auf dem Feld und erreichte mit der U21-Auswahlmannschaft die Qualifikations-Play-Offs zur U-21-Europameisterschaft 2013, in denen sich jedoch Italiens Juniorenauswahl mit zwei Siegen durchsetzte – hielt er sich im erweiterten Kader und wurde im folgenden Jahr erneut berücksichtigt. Auch in der anschließenden Spielzeit 2013 war er über weite Strecken Stammspieler in der Innenverteidigung, am Saisonende gewann er zum zweiten Mal in seiner Laufbahn den schwedischen Meistertitel.

### Wechsel ins Ausland
Im Frühjahr 2014 verpflichtete der italienische Klub FC Turin Jansson, der einen ab Juli gültigen Kontrakt unterzeichnete. Die ersten beiden Jahre in der Serie A waren von bereits bei Malmö FF aufgetretenen Knieproblemen überschattet, die – neben der Umstellung auf ein anderes Niveau – dazu führten, dass er nur unregelmäßig für den mehrfachen italienischen Meister auflief. Im Saisonendspurt der Spielzeit 2015/16 kam er häufiger zum Einsatz und spielte sich zurück in den Fokus der Nationalmannschaft. Mitte Mai nominierte ihn Nationaltrainer Hamrén anderthalb Jahre nach seiner letzten Berufung im November 2014 für das Aufgebot Schwedens für die EM-Turnier in Frankreich. Während des Turniers kam er aber nicht zum Einsatz.
Nach der Sommerpause schloss sich Jansson im August 2016 zunächst auf Leihbasis bis zum Saisonende dem englischen Klub Leeds United in der zweitklassigen EFL Championship an, der darüber hinaus eine Kaufoption mit dem bisherigen italienischen Arbeitgeber Janssons vereinbarte. Nach seinem Debüt am sechsten Spieltag der Spielzeit 2016/17 avancierte er schnell zum Stammspieler, der in 34 Saisonspielen drei Tore erzielte, aber auch 14 Verwarnungen kassierte. Dennoch wurde der Innenverteidiger für den Dezember 2016 als Zweitliga-Spieler des Monats ausgezeichnet und in die Mannschaft des Jahres gewählt. Als Tabellensiebter verpasste die Mannschaft die Aufstiegsspiele zur Premier League mit fünf Punkten Rückstand auf den davor platzierten FC Fulham. 
Bereits im Februar 2017 hatte Jansson sich dauerhaft vertraglich an Leeds United gebunden, als er einen Drei-Jahres-Kontrakt unterzeichnete. Nachdem er auch zu Beginn der folgenden Spielzeit zu überzeugen wusste, verlängerte der Klub bereits im Oktober seinen Vertrag bis zum Sommer 2022. Letztlich stand er im Saisonverlauf in 42 Meisterschaftsspielen auf dem Platz, die Saison beendete er jedoch mit dem Klub auf dem 13. Platz liegend deutlich von den Aufstiegsrängen entfernt. Dennoch gehörte er parallel weiterhin regelmäßig zum Kader der Nationalmannschaft, saß dort aber meistens auf der Ersatzbank. Nachdem er zuvor seit Juni 2017 ohne Einsatz geblieben war, führte er am 27. März 2018 die Auswahl beim letztlich mit 0:1 verlorenen Vergleich mit Rumänien als Mannschaftskapitän aufs Feld. Im Juni gehörte er schließlich zum Aufgebot Schwedens für das WM-Turnier in Russland. Beim mit einem 1:0-Sieg erfolgreich gestalteten Auftaktspiel gegen Südkorea vertrat er an der Seite von Mannschaftskapitän Andreas Granqvist den angeschlagenen Victor Lindelöf in der Innenverteidigung, rückte aber nach dessen Genesung wieder ins zweite Glied.
Im Juli 2019 unterzeichnete Jansson beim Zweitligisten FC Brentford einen neuen Dreijahresvertrag, plus Option auf eine weitere Saison.
Im Jahr 2020/21 führte er Brentford als Kapitän in die Premier League.
Mit der schwedischen Auswahl erreichte er bei der Europameisterschaft 2021 das Achtelfinale, wo Schweden gegen die Ukraine ausschied.